# REN21
REN21 este acronimul pentru Renewable Energy Policy Network for the 21st Century (în română Rețeaua de Politici pentru Energie Regenerabilă din Secolul al XXI-lea), care este rețeaua globală a mai multor părți interesate, formată din guverne, industrie, ONG-uri, instituții de cercetare științifică și mediul academic, care susțin schimbările necesare pentru a transforma economiile asfel încât să ofere o viață mai bună și prosperitate societăților.
Misiunea REN21 este de a construi o lume bazată pe energie regenerabilă prin colaborarea  diverselor părți interesate și crearea impulsului necesar pentru o schimbare rapidă și durabilă.
Descoperind punctele moarte, distrugând obișnuințele și combătînd sisteme adânc înrădăcinate, rețeaua utilizează dialogul, dezbaterile și datele pentru a determina pe elaborarii politicilor și pe cei ce iau decizii economice la nivel mondial să aibă în verdere sursele regenerabile.
Pentru a sprijini luarea deciziilor politice, REN21 oferă cunoștințe despre ceea ce se întâmplă acum în sectorul energiei regenerabile și despre modul în care cele mai recente tendințe vor afecta evoluțiile viitoare.
Pentru a sprijini luarea deciziilor politice, REN21 oferă cunoștințe despre ceea ce se întâmplă acum în sectorul energiei regenerabile și despre modul în care cele mai recente tendințe vor afecta evoluțiile viitoare. REN21 facilitează colectarea de informații despre energia regenerabilă. Face acest lucru prin intermediul a șase tipuri de materiale: Renewables Global Status Report (GSR) (în română Raport privind Starea Globală a Energiei Regenerabile), rapoarte asupra starilor regionale, rapoarte globale privind viitorul (GFR), rapoarte tematice, REN21 Renewables Academy și seria International Renewable Energy Conference⁠(d) (IREC).
Secretariatul REN21 are sediul la Paris, Franța și este o organizație fără scop lucrativ înregistrată în conformitate cu legislația germană (e.V.⁠(d)).

## Membri
În 2025 rețeaua avea peste 118 de diverși membri și o comunitate de peste 4000 de entități din ecosistemul energetic global și din alte sectoare cheie.